# Doxografía

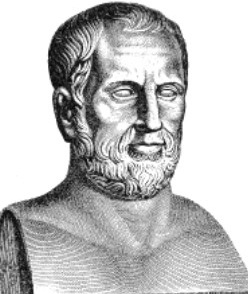
Busto de Teofrasto, considerado el fundador de la doxografía.

La doxografía (del griego δόξα, 'parecer, opinión' + γραφία, 'escritura, descripción') es una rama de la literatura que comprende aquellas obras dedicadas a recoger los puntos de vista de filósofos y científicos del pasado sobre filosofía, ciencia y otras materias. El término fue acuñado por el helenista alemán Hermann Diels, en su obra Doxographi Graeci (Berlín, 1879).

## Doxógrafos griegos
Muchas de las obras de los grandes filósofos griegos no han llegado hasta el presente. El conocimiento, limitado, de las mismas depende del trabajo de autores menores que recogieron en sus comentarios: biografías, fragmentos o paráfrasis de estas obras perdidas. Se considera a Teofrasto, autor de Opiniones de los físicos, fundador de la doxografía. No obstante, Aristóteles ya había realizado anteriormente la tarea de recopilar el pensamiento de filósofos anteriores a él (véase en su Metafísica). Un ejemplo clásico de la doxografía griega es la obra de Diógenes Laercio Vidas, opiniones y sentencias de los filósofos más ilustres, gracias a la cual se conoce lo poco que se sabe sobre algunos filósofos griegos, como los cínicos Diógenes de Sínope y Crates de Tebas. El léxico de Focio y la Suda pueden considerarse también obras doxográficas.